# Wapen van Mariekerke (gemeente)

Het wapen van de gemeente Mariekerke

Het wapen van Mariekerke is het wapen van de Nederlandse voormalige gemeente Mariekerke. Het is niet het wapen van de gelijknamige plaats Mariekerke in de Zeeuwse gemeente Veere. De gemeente heeft van 1966 tot 1997 bestaan en gedurende die tijd werd ook het wapen gebruikt.

## Herkomst symbolen
Keper
De keper is afkomstig uit het wapen van Meliskerke. Dat wapen had er in totaal drie. In het wapen van Meliskerke staan twee gouden sterren boven de kepers.
Lelies
De fleur-de-lys zijn afkomstig uit het wapen van Grijpskerke, in dat wapen stonden drie keer drie lelies. 
Borstbeeld
Het borstbeeld is een buste van Sint Agatha en komt van het wapen van Aagtekerke.

## Blazoen
De beschrijving van het wapen van Mariekerke luidde van 19 oktober 1966 tot 1 januari 1997 als volgt:
Van sabel beladen met een keper van zilver; in het schildhoofd vergezeld van 2 leliën van hetzelfde en in de schildvoet van het borstbeeld van de Heilige Agatha van goud. Het schild gedekt met een gouden kroon van 3 bladeren en 2 paarlen.
De heilige kijkt hierbij naar rechts, voor de kijker links.

## Verwante wapens

Wapen van Meliskerke
Wapen van Grijpskerke
Wapen van Aagtekerke

Aagtekerke
· Aardenburg
· Arnemuiden
· Axel
· Baarland
· Bath
· Biervliet
· Biggekerke
· Bloois
· Bommenede
· Borssele
· Boschkapelle
· Botland
· Breskens
· Brigdamme
· Brijdorpe
· Brouwershaven
· Bruinisse
· Burgh
· Buttinge
· Cadzand
· Clinge
· Colijnsplaat
· Domburg
· Dreischor
· Driewegen
· Duiveland
· Duivendijke
· Elkerzee
· Ellemeet
· Ellewoutsdijk
· Eversdijk
· Gapinge
· Graauw en Langendam
· 's-Gravenpolder
· Grijpskerke
· Groede
· Haamstede
· 's-Heer Abtskerke
· 's-Heer Arendskerke
· 's-Heer Hendrikskinderen
· 's-Heerenhoek
· Heille
· Heinkenszand
· Hengstdijk
· Hoedekenskerke
· Hoek
· Hontenisse
· Hoofdplaat
· Hoogelande
· IJzendijke
· Kapelle
· Kats
· Kattendijke
· Kerkwerve
· Klaaskinderkerke
· Kleverskerke
· Kloetinge
· Koewacht
· Kortgene
· Koudekerke
· Krabbendijke
· Kruiningen
· Looperskapelle
· Maire
· Mariekerke
· Meliskerke
· Middenschouwen
· Nieuw- en Sint Joosland
· Nieuwerkerk
· Nieuwerkerke
· Nieuwlande
· Nieuwvliet
· Nisse
· Noordgouwe
· Noordwelle
· Oostburg
· Oosterland
· Oostkapelle
· Oost-Souburg
· Oost- en West-Souburg
· Ossenisse
· Oud-Vossemeer
· Oudelande
· Ouwerkerk
· Overslag
· Ovezande
· Philippine
· Poortvliet
· Renesse
· Rengerskerke en Zuidland
· Retranchement
· Rilland
· Rilland-Bath
· Ritthem
· Sas van Gent
· Scherpenisse
· Schoondijke
· Schore
· Serooskerke (Schouwen-Duiveland)
· Serooskerke (Veere)
· Sinoutskerke en Baarsdorp
· Sint Anna ter Muiden
· Sint-Annaland
· Sint Jansteen
· Sint Kruis
· Sint Laurens
· Sint-Maartensdijk
· Sint Philipsland
· Sirjansland
· Sluis
· Sluis-Aardenburg
· Stavenisse
· Stoppeldijk
· Valkenisse (Walcheren)
· Valkenisse (Zuid-Beveland)
· Vogelwaarde
· Vrouwenpolder
· Waarde
· Waterlandkerkje
· Wemeldinge
· West-Souburg
· Westdorpe
· Westenschouwen
· Westerschouwen
· Westkapelle
· Westkapelle-Buiten en Sirpoppekerke
· Westkerke
· Wissekerke
· Wissenkerke
· Wolphaartsdijk
· Yerseke
· Zaamslag
· Zierikzee
· Zonnemaire
· Zoutelande
· Zuiddorpe
· Zuidzande
· Zwake

Dorpswapens: Geersdijk
· Hansweert
· Kamperland